# Мужская сборная Хорватии по гандболу
Мужская сборная Хорватии по гандболу — национальная команда, представляющая Хорватию на международных соревнованиях по гандболу. Управляется Хорватским гандбольным союзом. Является одной из самых титулованных команд мира на протяжении 1990-х, 2000-х и 2010-х годов. Главные достижения — золото Олимпийских игр (1996 и 2004) и победа на чемпионате мира 2003 года.

## Краткая история
Хорватский гандбольный союз был основан в октябре 1941 года в Независимом государстве Хорватия. Первый матч состоялся 14 июня 1942 в Загребе против сборной Венгрии (хорваты проиграли 0:9). После Второй мировой войны 19 декабря 1948 был переименован в Гандбольный союз СР Хорватии. В 1992 году с восстановлением независимости Хорватии вернул себе изначальное имя, и в списке европейских сборных официально появилась сборная Хорватии.
Сборная дебютировала в 1994 году на чемпионате Европы в Португалии и завоевала бронзовые награды, через год стала второй на чемпионате мира в Исландии, а ещё через год выиграла золото на Олимпиаде в Атланте. После победы в Атланте команда попала в психологический вакуум и не попала на Олимпиаду в Сидней, но в 2003 году выиграла чемпионат мира в Португалии и через год стала олимпийским чемпионом Афин. Несмотря на дальнейшие безуспешные попытки выиграть чемпионат Европы или мира (преимущественно серебряные и бронзовые награды), команда осталась одной из сильнейших в Европе и в мире. Занимает 10-е в рейтинге Международной гандбольной федерации.